# Силвен Вилтор
Силвен Вилтор (на френски Sylvain Wiltord) е френски футболист, чиито корени произхождат от Гваделупа. С Френския национален отбор, Вилтор печели Евро 2000 и достига финал на Световното първенство по футбол през 2006. Състезава се за елитния Рен, а от 1 януари 2009 преминава под наем в Олимпик Марсилия за срок от 6 месеца.

## Състезателна кариера
Ранната кариерана на Вилтор започва в Рен, където през сезон 1993-94 отбелязва осем гола в 26 мача. През 1996 г. се присъединява за кратко към испанския Депортиво Ла Коруня, където не впечатлява и е върнат под наем на бившия си клуб.
През 1997 г. подписва с Бордо, и още в първия си сезон вкарва 22 гола, а през следващия 1998-99 печели шампионската титла на френската Лига 1.
През август 2000 г. подписва договор с английския Арсенал, като трансферната сума е рекордна за клуба - £ 13 милиона. За „артилеристите“ изиграва 175 срещи, партнирайки в атака на сънародника си Тиери Анри.
С негов гол Арсенал печелят с 0:1 над основните си съперници от Манчестър Юнайтед на Олд Трафорд, отборът постига исторически Дубъл, печелейки Висшата лига и ФА Къп през сезон 2001-02. Силвен Вилтор вкара общо 49 гола за клуба. През август 2008 г. в анкета за „50-те най-добри футболисти на Арсенал за всички времена“, организирана сред феновете и проведена на страницата на официалния уебсайт на клуба, Силвен Вилтор е класиран на 33-то място.
През лятото на 2004 г., след изтичане на договора му с Арсенал, Вилтор има възможност да се завърне във Франция. Подписва с Олимпик Лион, с които постига нови успехи, печелейки три титли в Лига 1, и достигане на 1/4 финалите в Шампионската лига.
През август 2007 г. подписва 2-годишен договор с родния Рен, като ръководството му предлага ръководен пост в клуба, след края на състезателната му кариера.

## Национален отбор
Силвен Вилтор прави дебюта си за Франция на 10 февруари 1999 г. при победата с 2:0 над Англия на Уембли. За Националния отбор Вилтор записва 92 участия, в които отбелязва 26 гола. Един от тези голове бележи за 1:1 във финала на Евро 2000 срещу Италия, довел до продължения в които Франция печели трофея със златен гол на Давид Трезеге.
Вилтор също играе за страната си на Световното първенство през 2002, когато Франция шокиращо отпада още в първия тур. Само с една спечелена точка и нито един отбелязан гол, „петлите“ записват най-лошото представяне и защитаване на титлата от страна на действащ световен шампион.
Вилтор взема участие и на Евро 2004 в Португалия, където отбелязва един от головете срещу Хърватия за крайното 2:2. На 1/4 финала обаче Франция губи с 1:0 от сензацията на турнира и бъдещ европейски шампион - Гърция.
Силван Вилтор е част от състава на Франция, ръководен от Ремон Доменек на Световното първенство през 2006. Играе на финала отново срещу Италия, където отбелязва първата дузпа за Франция, но „петлите“ губят с общ резултат 5:3 след изпълнение на дузпи.

## Успехи
Франция
- Шампион Евро 2000
- Купа на конфедерациите – 2001, 2003
- Вицешампион Световно първенство по футбол 2006

 Бордо
- Лига 1 – 1998-99

 Олимпик Лион
- Лига 1 (3) – 2004-05, 2005-06, 2006-07
- Суперкупа на Франция – 2005

 Арсенал
- Английска висша лига (2) – 2001-02, 2003-04
- ФА Къп (2) 2002, 2003
- Комюнити шийлд – 2002

Индивидуални
- Голмайстор Лига 1 1998-99 (22 гола с Бордо)
- Футболист на годината във Франция – 1999
- Голмайстор Купа на конфедерациите – 2001